# Sarah Jones (attrice)
Sarah Jones (Winter Springs, 17 luglio 1983) è un'attrice statunitense.

## Biografia

### Carriera
La carriera dell'attrice inizia nel 2004, anno in cui recita in un episodio della serie televisiva medical drama Medical Investigation. Da quel momento in poi inizia ad apparire in numerose produzioni, sia televisive che cinematografiche. Nel 2006 partecipa al suo primo film cinematografico, Cain and Abel con protagonisti Shane Woodson e Terrence Flack. Sempre nello stesso anno recita in un ruolo ricorrente in due serie televisive: in Huff interpreta Leah e in Big Love, in cui interpreta Brynn per un totale di nove episodi. Nel 2007 entra a far parte del cast principale della serie televisiva della Fox The Wedding Bells. La serie a causa dei bassi ascolti venne cancellata dopo appena sette episodi prodotti, cinque solo dei quali vennero trasmessi. Sempre nello stesso anno recita inoltre in due film: The Blue Hour con Alyssa Milano e Yorick van Wageningen e Still Green in cui recita accanto a Ryan Kelley. Nel 2009 recita nel ruolo della protagonista Belinda Simpson in due film per la televisione tratti dai romanzi di Janette Oke: L'amore apre le ali e L'amore trova casa. Nello stesso anno partecipa inoltre a sei episodi della serie televisiva Sons of Anarchy. Nel 2010 recita nell'episodio La caduta del cavaliere nella sesta stagione di Dr. House - Medical Division e partecipa a due episodi di Lone Star nel ruolo di Gretchen. Nel 2012 ha partecipato alla serie televisiva Alcatraz nel ruolo principale di Rebecca Madsen, ma avendo uno scarso successo la serie TV è stata cancellata il 9 maggio 2012.

## Filmografia

### Cinema
- Cain and Abel, regia di Shane Woodson (2006)
- The Blue Hour, regia di Eric Nazarian (2007)
- Still Green, regia di Jon Artigo (2007)
- Dead*Line, regia di Joseph Bakhash – cortometraggio (2008)
- Red & Blue Marbles, regia di Shaun Lapacek (2011)
- 2ND Take, regia di John Suits (2011)
- Up the Valley and Beyond, regia di Todd Rosken (2012)
- Mr. Jones, regia di Karl Mueller (2013)
- Return to Zero, regia di Sean Hanish (2014)
- I nostri cuori chimici (Chemical Hearts), regia di Richard Tanne (2020)

### Televisione
- Medical Investigation – serie TV, episodio 1x09 (2004)
- Cold Case - Delitti irrisolti (Cold Case) – serie TV, episodio 2x14 (2005)
- Giudice Amy (Judging Amy) – serie TV, episodio 6x17 (2005)
- Sixty Minute Man, regia di Jon Avnet – film TV (2006)
- Huff – serie TV, 4 episodi (2006)
- Ugly Betty – serie TV, episodio 1x02 (2006)
- Big Love – serie TV, 9 episodi (2006-2007)
- Murder 101: College Can Be Murder, regia di John Putch – film TV (2007)
- The Wedding Bells – serie TV, 4 episodi (2007)
- The Riches – serie TV, episodi 2x05-2x06-2x07 (2008)
- L'amore apre le ali (Love Takes Wing), regia di Lou Diamond Phillips – film TV (2009)
- L'amore trova casa (Love Finds a Home), regia di David S. Cass Sr. – film TV (2009)
- Sons of Anarchy – serie TV, 6 episodi (2009)
- Dr. House - Medical Division (House M.D.) – serie TV, episodio 6x18 (2010)
- Lone Star – serie TV, episodi 1x02-1x03 (2010)
- Justified – serie TV, episodio 2x02 (2011)
- Alcatraz – serie TV, 13 episodi (2012)
- Kendra – serie TV, 8 episodi (2012)
- Vegas – serie TV, 20 episodi (2012-2013)
- Texas Rising – miniserie TV (2015)
- The Path – serie TV, 10 episodi (2016)
- Damnation – serie TV, 10 episodi (2017-2018)
- For All Mankind – serie TV, 10 episodi (2019)

## Doppiatrici italiane
Nelle versioni in italiano delle opere in cui ha recitato, Sarah Jones è stata doppiata da:
- Angela Brusa in Alcatraz, The Path, Damnation
- Alessia Amendola in Cold Case - Delitti Irrisolti
- Monica Vulcano in Sons of Anarchy
- Ilaria Stagni in Vegas
- Benedetta Degli Innocenti in For All Mankind